# Vässby socken

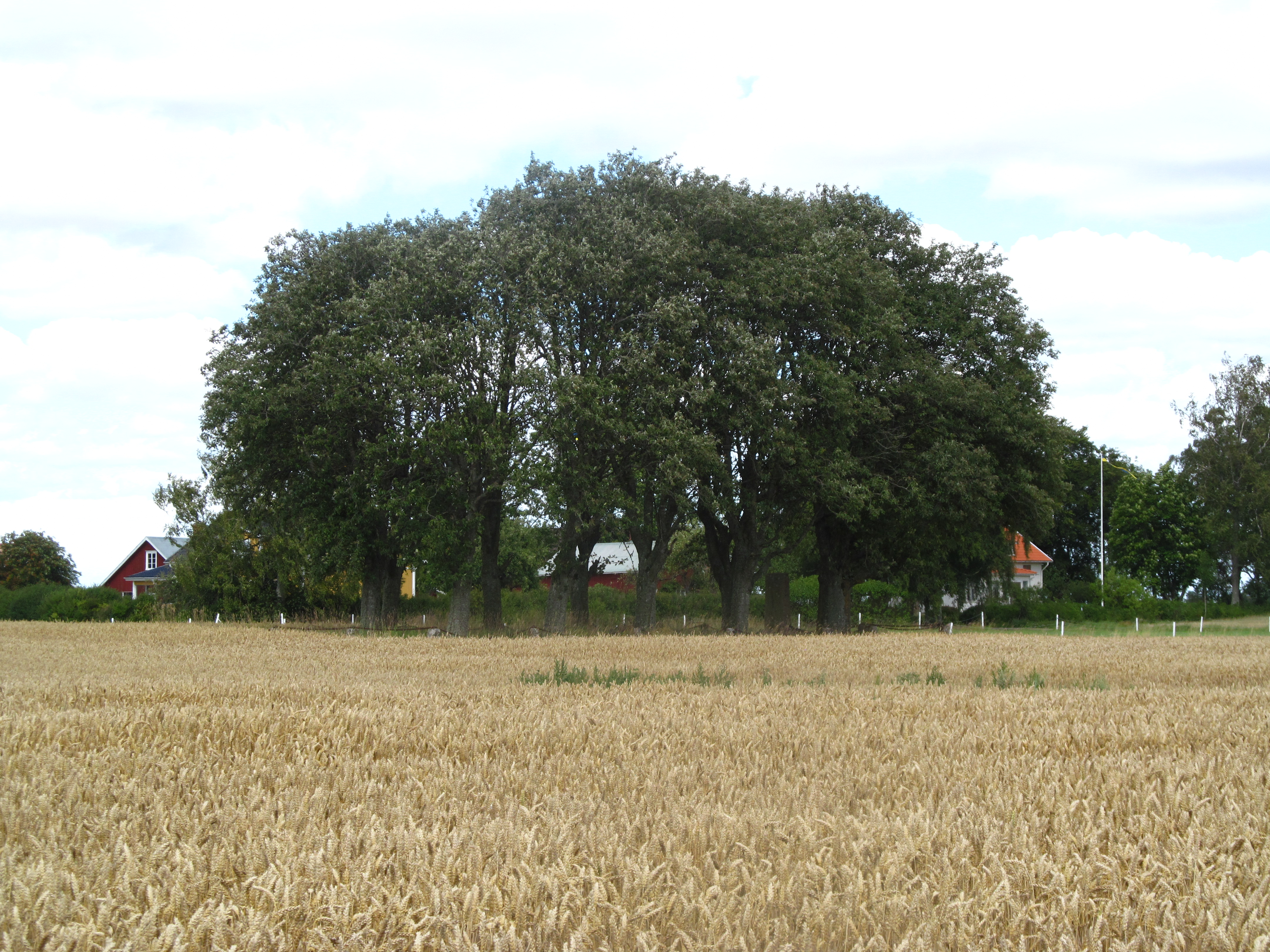
Platsen för Vässby kyrka

Vässby var en socken i Laske härad i Västergötland. Området ingår nu i Längjums distrikt, Vara kommun i den del av Västra Götalands län som tidigare ingick i Skaraborgs län.
Socknen har medeltida ursprung. Vässby kyrka låg ett par kilometer väster om Längjums kyrka. Det är okänt när kyrkan revs. Enligt dokument fanns den kvar år 1546 men efter det saknas information. Kyrkan kan ha blivit nedbränd av ett danskt fälttåg. Vässby socken slogs samman med Längjums socken omkring 1800 till Längjum och Vässby socken. Namnet ändrades sedan till Längjums socken år 1889.